# Цвенкау
Цвенкау (нем. Zwenkau) — город в Германии, в земле Саксония. Подчинён административному округу Лейпциг. Входит в состав района Лейпциг.  Население составляет 8749 человек (на 31 декабря 2010 года). Занимает площадь 46,21 км². Официальный код  —  14 3 79 750.
Город подразделяется на 6 городских районов.